# Рівень акредитації
Рівень акредитації закладу вищої освіти — рівень спроможності закладу вищої освіти певного типу проводити освітню діяльність, пов'язану із здобуттям вищої освіти та кваліфікації. З прийняттям нового Закону України «Про вищу освіту» у вересні 2014 року не застосовується, але залишаються відповідні відсилання до терміна у низці нормативно-правових актів з питань освіти.

## Загальновживані назви установ
Відповідно до статусу вищих навчальних закладів було встановлено чотири рівні акредитації:
- I рівень — технікум, училище, інші прирівняні до них заклади вищої освіти;
- II рівень — коледж, інші прирівняні до нього заклади вищої освіти;
- III рівень — інститут, консерваторія;
- IV рівень — інститут, консерваторія, академія, університет.

За результатами акредитації закладів вищої освіти, закладів післядипломної освіти Міністерство освіти України разом з міністерствами і відомствами, яким підпорядковані заклади освіти, встановлював рівень акредитації закладу освіти.

## Підготовка студентів
Залежно від отриманого закладом вищої освіти рівня акредитації, у ньому може здійснюватися підготовка фахівців з різними освітньо-кваліфікаційними рівнями:
- ЗВО I рівня акредитації — заклад вищої освіти, у якому здійснюється підготовка фахівців за спеціальностями освітньо-кваліфікаційного рівня молодшого спеціаліста (молодшого бакалавра);
- ЗВО II рівня акредитації — заклад вищої освіти, у якому здійснюється підготовка фахівців за спеціальностями освітньо-кваліфікаційного рівня молодшого спеціаліста та за напрямами підготовки освітньо-кваліфікаційного рівня бакалавра;
- ЗВО III рівня акредитації — заклад вищої освіти, у якому здійснюється підготовка фахівців за напрямами освітньо-кваліфікаційного рівня бакалавра, спеціальностями освітньо-кваліфікаційного рівня спеціаліста, а також за окремими спеціальностями освітньо-кваліфікаційного рівня магістра;
- ЗВО IV рівня акредитації — заклад вищої освіти, у якому здійснюється підготовка фахівців за напрямами освітньо-кваліфікаційного рівня бакалавра, спеціальностями освітньо-кваліфікаційних рівнів спеціаліста, магістра.

Заклад вищої освіти рівня акредитації вище першого може здійснювати підготовку молодших спеціалістів, якщо в його складі є заклад вищої освіти першого рівня акредитації, або відповідний структурний підрозділ.
Згідно з даними державного комітету статистики України станом на 2009/2010 навчальному році в Україні функціонували 350 вишів III—IV рівня акредитації. У порівнянні з 1990/1991 роком (149 вишів) кількість таких навчальних закладів в Україні збільшилася більш ніж вдвічі.
Крім того, в 2009/2010 навчальному році свої освітні послуги надавали 511 закладів I—II рівня акредитації. У порівнянні з 1990/1991 роком (742 виші) їх число зменшилося на 231 одиницю.

## Самоврядування академустанов

### I рівень акредитації
ЗВО надається право присвоювати випускникам кваліфікацію молодшого спеціаліста. За рішенням органу державного управління освітою йому може бути надана автономія щодо:
- Самостійної розробки і затвердження навчальних програм;
- Використання різних систем оплати праці у межах фонду заробітної плати;
- Додаткового фінансування за встановлюваними щорічно підвищуваними нормативами та пріоритетного матеріально-технічного забезпечення у межах коштів, виділених Міністерству на утримання підвідомчих закладів вищої освіти;
- Установлення підвищеного розміру стипендій за рахунок загальної суми, передбаченої для цієї мети;

### II рівень акредитації
ЗВО надається право присвоювати випускникам кваліфікацію бакалавра. За рішенням органу державного управління освітою йому може бути надана автономія щодо:
- Самостійного визначення форм організації навчального процесу (денна, без відриву від виробництва, екстернат);
- Запрошення на контрактній основі викладачів і вчених із різних регіонів України та зарубіжних країн;
- Створення у своєму складі науково-виробничих установ різних типів;

### III рівень акредитації
ЗВО надається право присвоювати кваліфікацію спеціаліста. За рішенням органу державного управління освітою йому може бути надана автономія щодо:
- Визначення змісту освіти (навчальні плани і програми);
- Визначення структури спеціальностей у межах затвердженого плану прийому і встановлення правил прийому;
- Створення у складі вишу навчальних закладів і науково-виробничих організацій різних типів;
- Установлення різних рівнів посадових окладів у межах фонду заробітної плати;
- Організації навчальних підрозділів підвищення кваліфікації та перепідготовки кадрів;
- Використання для заохочення викладачів частини коштів, які надходять за підготовку спеціалістів;

### IV рівень акредитації
ЗВО надається право присвоювати кваліфікацію магістра. За рішенням органу державного управління освітою йому може бути надана автономія щодо:
- Визначення змісту освіти;
- Визначення структури і плану прийому;
- Установлення тривалості навчання;
- Присвоєння й присудження вчених ступенів і звань;
- Фінансування за найбільш високими нормативами, що встановлюються щорічно у межах коштів, передбачених міністерствам і відомствам на підготовку кадрів;

- Самостійного створення у своїй структурі закладів освіти і наукових установ різних типів (ліцеї, коледжі, інститути підвищення кваліфікації, науково-дослідні інститути тощо) у межах асигнувань, передбачених у бюджеті на фінансування цих закладів освіти і установ;
- Самостійного планування та розвитку пошукових і фундаментальних досліджень у межах додаткових позаконкурсних бюджетних асигнувань;

- Самостійного розпорядження усіма видами асигнувань.[7]